# 베드타임 스토리 (1941년 영화)
베드타임 스토리(Bedtime Story)는 미국에서 제작된 알렉산더 홀 감독의 1941년 코미디, 멜로/로맨스 영화이다. 프레드릭 마치 등이 주연으로 출연하였다.

## 출연

### 주연
- 프레드릭 마치
- 로레타 영

### 조연
- 로버트 벤츨리
- 알린 조슬린
- 이브 아덴
- 헬렌 웨스틀리
- 조이스 콤프턴
- 팀 라이언
- 올라프 하이튼
- 도로시 애덤스
- 클라렌스 콜브
- 앤드류 톰브스

## 제작진
- 미술: 리오넬 뱅스
- 의상: 아이린